# René Beckert
René Beckert, né le 7 décembre 1909 aux Allues et décédé le 13 janvier 1992 dans la même ville, est un skieur alpin français.
Pionnier de la discipline du ski alpin, il prend part à plusieurs éditions des Championnats du monde dans les années 1930 avec pour meilleur résultat une 12e place en slalom en 1937. Il y côtoie François Vignole, Émile Allais, Maurice Lafforgue et Paul Gignoux.

## Palmarès

### Championnats du monde
| Épreuve / Édition               | Descente | Slalom | Combiné |
| ------------------------------- | -------- | ------ | ------- |
| Mondiaux 1932 Cortina d'Ampezzo | 33e      | 23e    | 28e     |
| Mondiaux 1933 Innsbruck         | 35e      | 39e    | 35e     |
| Mondiaux 1934 Saint-Moritz      | 36e      | 38e    | 36e     |
| Mondiaux 1935 Mürren            | 15e      | 34e    | 23e     |
| Mondiaux 1937 Chamonix          | 17e      | 12e    | 14e     |